# Damien Abad
Damien Abad (ur. 5 kwietnia 1980 w Nîmes) – francuski polityk, poseł do Parlamentu Europejskiego VII kadencji, deputowany krajowy, w 2022 minister.

## Życiorys
Jest osobą niepełnosprawną fizycznie, choruje na artrogrypozę. Rodzina jego ojca opuściła frankistowską Hiszpanię i osiedliła się we Francji. Damien Abad został absolwentem Instytutu Nauk Politycznych w Paryżu. Był pracownikiem grupy parlamentarnej Unii na rzecz Demokracji Francuskiej w Zgromadzeniu Narodowym. Po rozpadzie UDF, przystąpił do wspierającej Nicolasa Sarkozy’ego partii Nowe Centrum, pozostając zatrudniony w administracji tego ugrupowania.
Bez powodzenia kandydował w wyborach parlamentarnych w 2007. W 2008 został wybrany do rady miejskiej Vauvert. W tym samym roku objął stanowisko przewodniczącego młodzieżówki Jeunes Centristes, działającej przy NC. W 2009 uzyskał mandat posła do Parlamentu Europejskiego z ramienia koalicji prezydenckiej, opartej na Unii na rzecz Ruchu Ludowego. Został tym samym najmłodszym francuskim eurodeputowanym. W 2012 odszedł z PE w związku z wyborem do Zgromadzenia Narodowego XIV kadencji z ramienia Unii na rzecz Ruchu Ludowego, do której wstąpił. W 2015 został nadto przewodniczącym rady departamentu Ain, pełnił tę funkcję do 2017 (pozostał radnym departamentu). W 2017 utrzymał mandat posła do francuskiego parlamentu z ramienia powstałych na bazie UMP Republikanów. Przewodniczył frakcji poselskiej swojej partii, zrezygnował z zajmowanej funkcji na parę tygodni przed wyborami parlamentarnymi w 2022.
W maju 2022 dołączył do tworzonego przez środowiska skupione wokół prezydenta Emmanuela Macrona rządu Élisabeth Borne; objął w nim stanowisko ministra solidarności, autonomii i osób niepełnosprawnych. W tym samym roku ponownie wybrany na deputowanego.
Wkrótce po nominacji ministerialnej jeden z portali ujawnił, że dwie kobiety oskarżają go o zgwałcenie. Damien Abad zaprzeczył tym czynom, wskazując m.in., że jego niepełnosprawność uniemożliwiłaby mu dokonanie takich aktów przemocy. W czerwcu 2022 w sprawie wszczęte zostało postępowanie prokuratorskie. Damien Abad nie znalazł się w składzie zrekonstruowanego w lipcu 2022 gabinetu, kończąc urzędowanie na stanowisku ministra.